# Woozi
Lee Ji-hoon (hangul: 이지훈; Busan, 22 de noviembre de 1996), conocido como Woozi es un cantante surcoreano, miembro de la boyband surcoreana Seventeen, creada por Pledis Entertainment.

## Carrera

### Compositor
El número de registro de Woozi en la Korea Music Copyright Assosiation es 10009926, bajo PLEDIS ENTERTAINMENT CO.,LTD. Tiene bajo su nombre más de tres docenas de canciones, principalmente las que compone para SEVENTEEN, aunque también ha escrito canciones para otros, por ejemplo para FROMIS_9.
Comenzó a componer durante sus años de trainee, y finalmente poco antes del debut de Seventeen, los miembros decidieron usar sus canciones para interpretar, en vez de las canciones de los compositores oficiales de Pledis. Este hecho marcó un parteaguas para Seventeen y los catalogó como "Self producing idols", ya que  en la industria de K-pop es bastante inusual que un grupo escriba sus propias canciones.
Woozi es además el líder de la unidad vocal de SEVENTEEN. Compone canciones, y también los múltiples arreglos que de ellas se tiene, así como versiones nuevas de canciones antiguas, por ejemplo  “You In My Imagination”, originalmente cantada por Kye Bum Zu y Raina y Lizzy de Orange Caramel. m

### Bailarín
Originalmente, Woozi sería parte de la unidad de performance de SEVENTEEN debido a sus habilidades para el baile. En el video de Don't wanna cry se muestra a Woozi bailando un solo de danza contemporánea justo antes del primer coro de la canción.

## Otros datos
Apodos: VoBo (VOcal team BOss), Mr. Fluorescent Sneakers, Soft food/Tofu, White, Lord Woozi Woozifer